# 第23步兵師 (德國國防軍)
第23步兵師（德語：23. Infanterie-Division）是威瑪共和國防衛軍陸軍、納粹德國國防軍陸軍的一個步兵師。該師於1934年10月組建。
第二次世界大戰期間，該師參與入侵波蘭、入侵法國行動。1941年6月，該師參與巴巴羅薩行動。
1942年7月，該師調回比利時，並改編為第26裝甲師。同年11月，第23步兵師重新組建，此後一直在東線作戰。該師最後於1945年5月在東普魯士向苏联红军投降。

## 註腳
1. ↑  來自腓特烈二世的花押
2. ↑  來自普魯士巨人擲彈兵團
3. ↑  Mitcham（2007年）